# Nolan Baumgartner
Pour les articles homonymes, voir Baumgartner.
Temple de la renommée LAH : 2022
Nolan Baumgartner (né le 23 mars 1976 à Calgary, dans la province de l'Alberta au Canada) est un joueur professionnel canadien de hockey sur glace devenu entraîneur. Il évoluait au poste de défenseur.

## Carrière
Réclamé au premier tour lors du repêchage d'entrée de 1994 par les Capitals de Washington alors qu'il vient de remporter la première de deux Coupes Memorial consécutives avec les Blazers de Kamloops de la Ligue de hockey de l'Ouest, Nolan Baumgartner connait une carrière junior fructueuse.
Nommé à deux reprises dans l'équipe d'étoiles du tournoi de la Coupe Memorial, en 1994 et 1995. Il se voit également être nommé le défenseur de l'année dans la LHOu et la Ligue canadienne de hockey au cours de cette dernière année. Membre de l'édition de l'équipe junior canadienne qui remporte la médaille d'Or lors des Championnats mondiaux junior de 1995 et 1996, il est même nommé capitaine de l'équipe à ce dernier périple où il obtient une nomination sur l'équipe d'étoiles du tournoi.
Il devient joueur professionnel au terme de la saison 1995-1996 faisant ses premiers pas dans la Ligue nationale de hockey avec les Capitals. Le défenseur passe quatre saisons au sein de l'organisation, évoluant le plus souvent avec le club affilié aux Capitals dans la Ligue américaine de hockey, les Pirates de Portland.
Étant échangé aux Blackhawks de Chicago en 2000 il reste avec leur club-école, les Admirals de Norfolk, durant les deux saisons suivantes avant d'être réclamé au ballotage par les Canucks de Vancouver. Il passe alors la saison 2002-2003 entre les Canucks et leur filiale, le Moose du Manitoba avant d'être réclamé à nouveau via le ballotage, cette fois, par les Penguins de Pittsburgh.
Il ne reste toutefois avec les Penguins que durant un mois, avant de retourner aux Canucks où il est cédé au Manitoba et est aussitôt nommé capitaine de l'équipe. Après avoir passé une première saison complète dans la LNH en 2005-2006, Baumgartner rejoint l'été suivant les Flyers de Philadelphie en tant qu'agent libre. Il part pour les Stars de Dallas en février lorsque ces derniers le réclament au ballotage.
L'Albertain reste avec l'organisation des Stars jusqu'à l'été 2008, retournant par la suite en tant qu'agent libre au Canucks de Vancouver.

## Statistiques

### Statistiques en club
| Saison     | Équipe                   | Ligue          |     | Saison régulière | Saison régulière | Saison régulière | Saison régulière | Saison régulière |   | Séries éliminatoires | Séries éliminatoires | Séries éliminatoires | Séries éliminatoires | Séries éliminatoires |
| Saison     | Équipe                   | Ligue          | PJ  | B                | A                | Pts              | Pun              | PJ               | B | A                    | Pts                  | Pun                  |                      |                      |
| 1992-1993  | Blazers de Kamloops      | LHOu           | 43  | 0                | 5                | 5                | 30               | 11               | 1 | 1                    | 2                    | 0                    |                      |                      |
| 1993-1994  | Blazers de Kamloops      | LHOu           | 69  | 13               | 42               | 55               | 109              | 19               | 3 | 14                   | 17                   | 33                   |                      |                      |
| 1994       | Blazers de Kamloops      | Coupe Memorial |     |                  |                  |                  |                  | 4                | 0 | 2                    | 2                    | 4                    |                      |                      |
| 1994-1995  | Blazers de Kamloops      | LHOu           | 62  | 8                | 36               | 44               | 71               | 21               | 4 | 13                   | 17                   | 16                   |                      |                      |
| 1995       | Blazers de Kamloops      | Coupe Memorial |     |                  |                  |                  |                  | 4                | 0 | 6                    | 6                    | 6                    |                      |                      |
| 1995-1996  | Blazers de Kamloops      | LHOu           | 28  | 13               | 15               | 28               | 45               | 16               | 1 | 9                    | 10                   | 26                   |                      |                      |
| 1995-1996  | Capitals de Washington   | LNH            | 1   | 0                | 0                | 0                | 0                | 1                | 0 | 0                    | 0                    | 10                   |                      |                      |
| 1996-1997  | Pirates de Portland      | LAH            | 8   | 2                | 2                | 4                | 4                | -                | - | -                    | -                    | -                    |                      |                      |
| 1997-1998  | Capitals de Washington   | LNH            | 4   | 0                | 1                | 1                | 0                | -                | - | -                    | -                    | -                    |                      |                      |
| 1997-1998  | Pirates de Portland      | LAH            | 70  | 2                | 24               | 26               | 70               | 10               | 1 | 4                    | 5                    | 10                   |                      |                      |
| 1998-1999  | Capitals de Washington   | LNH            | 5   | 0                | 0                | 0                | 0                | -                | - | -                    | -                    | -                    |                      |                      |
| 1998-1999  | Pirates de Portland      | LAH            | 38  | 5                | 14               | 19               | 62               | -                | - | -                    | -                    | -                    |                      |                      |
| 1999-2000  | Capitals de Washington   | LNH            | 8   | 0                | 1                | 1                | 2                | -                | - | -                    | -                    | -                    |                      |                      |
| 1999-2000  | Pirates de Portland      | LAH            | 71  | 5                | 18               | 23               | 56               | 4                | 1 | 2                    | 3                    | 10                   |                      |                      |
| 2000-2001  | Blackhawks de Chicago    | LNH            | 8   | 0                | 0                | 0                | 6                | -                | - | -                    | -                    | -                    |                      |                      |
| 2000-2001  | Admirals de Norfolk      | LAH            | 63  | 5                | 28               | 33               | 75               | 9                | 2 | 3                    | 5                    | 11                   |                      |                      |
| 2001-2002  | Admirals de Norfolk      | LAH            | 76  | 10               | 24               | 34               | 72               | 4                | 0 | 1                    | 1                    | 2                    |                      |                      |
| 2002-2003  | Canucks de Vancouver     | LNH            | 8   | 1                | 2                | 3                | 4                | 2                | 0 | 0                    | 0                    | 0                    |                      |                      |
| 2002-2003  | Moose du Manitoba        | LAH            | 59  | 8                | 31               | 39               | 82               | 1                | 0 | 0                    | 0                    | 4                    |                      |                      |
| 2003-2004  | Penguins de Pittsburgh   | LNH            | 5   | 0                | 0                | 0                | 2                | -                | - | -                    | -                    | -                    |                      |                      |
| 2003-2004  | Canucks de Vancouver     | LNH            | 9   | 0                | 3                | 3                | 2                | -                | - | -                    | -                    | -                    |                      |                      |
| 2003-2004  | Moose du Manitoba        | LAH            | 55  | 6                | 21               | 27               | 101              | -                | - | -                    | -                    | -                    |                      |                      |
| 2004-2005  | Moose du Manitoba        | LAH            | 78  | 9                | 30               | 39               | 51               | 14               | 0 | 4                    | 4                    | 10                   |                      |                      |
| 2005-2006  | Canucks de Vancouver     | LAH            | 70  | 5                | 29               | 34               | 30               | -                | - | -                    | -                    | -                    |                      |                      |
| 2006-2007  | Flyers de Philadelphie   | LNH            | 6   | 0                | 1                | 1                | 21               | -                | - | -                    | -                    | -                    |                      |                      |
| 2006-2007  | Stars de Dallas          | LNH            | 7   | 0                | 2                | 2                | 0                | -                | - | -                    | -                    | -                    |                      |                      |
| 2006-2007  | Phantoms de Philadelphie | LAH            | 51  | 6                | 20               | 26               | 46               | -                | - | -                    | -                    | -                    |                      |                      |
| 2007-2008  | Stars de l'Iowa          | LAH            | 56  | 5                | 13               | 18               | 47               | -                | - | -                    | -                    | -                    |                      |                      |
| 2007-2008  | Moose du Manitoba        | LAH            | 18  | 0                | 6                | 6                | 10               | 3                | 0 | 1                    | 1                    | 4                    |                      |                      |
| 2008-2009  | Moose du Manitoba        | LAH            | 72  | 11               | 22               | 33               | 50               | 22               | 0 | 5                    | 5                    | 22                   |                      |                      |
| 2009-2010  | Moose du Manitoba        | LAH            | 37  | 3                | 9                | 12               | 22               | -                | - | -                    | -                    | -                    |                      |                      |
| 2009-2010  | Canucks de Vancouver     | LNH            | 12  | 1                | 1                | 2                | 2                | 1                | 0 | 0                    | 0                    | 0                    |                      |                      |
| 2010-2011  | Moose du Manitoba        | LAH            | 66  | 4                | 25               | 29               | 36               | 14               | 0 | 3                    | 3                    | 10                   |                      |                      |
| 2011-2012  | Wolves de Chicago        | LAH            | 60  | 2                | 20               | 22               | 31               | 5                | 0 | 2                    | 2                    | 2                    |                      |                      |
| Totaux LNH | Totaux LNH               | Totaux LNH     | 143 | 7                | 40               | 47               | 69               | 4                | 0 | 0                    | 0                    | 10                   |                      |                      |

### Statistiques en équipe nationale
| Année | Équipe | Compétition                 |   | PJ | B | A | Pts | Pun           |  | Résultat |
| 1995  | Canada | Championnat du monde junior | 7 | 0  | 1 | 1 | 4   | Médaille d'or |  |          |
| 1996  | Canada | Championnat du monde junior | 6 | 1  | 1 | 2 | 22  | Médaille d'or |  |          |

### Honneur et trophée
- Ligue de hockey de l'Ouest
  - Nommé dans la première équipe d'étoiles de la division Ouest en 1995.
  - Vainqueur du Trophée Bill Hunter Memorial remis au meilleur défenseur de la ligue en 1995.
- Ligue canadienne de hockey
  - Nommé dans l'équipe d'étoiles du tournoi de la Coupe Memorial en 1994 et 1995.
  - Nommé dans la première équipe d'étoiles de la LCH en 1995.
  - Nommé le Défenseur de la saison de la Ligue canadienne de hockey en 1995.
- Championnat du monde junior
  - Nommé capitaine de l'équipe du Canada en 1996.
  - Nommé dans l'équipe d'étoiles du tournoi en 1996.
- Ligue américaine de hockey
  - 2009-2010 : sélectionné pour le Match des étoiles avec l'équipe Canada (titulaire).

### Transactions en carrière
- Repêchage 1994 : repêché par les Capitals de Washington (1er choix de l'équipe, 10e au total).
- 20 juillet 2000 : échangé par les Capitals aux Blackhawks de Chicago en retour de Rémi Royer.
- 11 juillet 2002 : signe à titre d'agent libre avec les Canucks de Vancouver.
- 3 octobre 2003 : réclamé au ballotage par les Penguins de Pittsburgh.
- 1er novembre 2003 : réclamé au ballotage par les Canucks de Vancouver.
- 1er juillet 2006 : signe à titre d'agent libre avec les Flyers de Philadelphie.
- 24 février 2007 : réclamé au ballotage par les Stars de Dallas.
- 2 juillet 2008 : signe à titre d'agent libre avec les Canucks de Vancouver.